# Vsevolod Čaplin
Vsevolod Anatoljevič Čaplin (uváděn i anglickým přepisem Vsevolod Chaplin, rusky Всеволод Анатольевич Чаплин; 31. března 1968 Moskva – 26. ledna 2020) byl ruský pravoslavný duchovní a ideolog konzervativního směru křesťanství.

## Život
Ordinován na kněze byl roku 1992 a roku 1999 mu byl udělen titul arcikněze. Byl předsedou Synodního odboru pro záležitosti vztahů církve a společnosti Moskevského patriarchátu a členem ruské Společenské komory (Общественная палата), poradního sboru 126 osobností, který monitoruje vládu a zákonodárný proces Ruské federace. Několikrát byl nazván pravou rukou patriarchy Kirilla.
Často se vyjadřoval kriticky na adresu ruské vlády a patriarchy Kirilla. V prosinci 2015 byl nejvyšší institucí Ruské pravoslavné církve, Svatým synodem, zbaven své funkce.
Zemřel 26. ledna 2020 na ischemickou chorobu srdeční ve věku 51 let.

## Názory
Za dobu své působnosti proslul mnoha ultrakonzervativními názory na politiku, etiku i samotnou církev. Například:
- Slovem "církev" myslel pouze ty křesťanské. Oponoval pojmu "náboženství".[5]
- Striktně odmítal eutanazii[6]
- Odmítal anonymitu na internetu.[7] Stejně jako Moskevský patriarcha Kirill varoval před ztrátou svobody skrze technologie, zvláště mobilní telefony.[8]
- Neuznával víru jako soukromou záležitost. [9]
- Kritizoval snahy o ekumenismus, v opozici vůči společným modlitbám s jinými církvemi.[10]
- Dnešní módu považoval jako důvod mnoha znásilnění žen, jelikož vzbuzuje choutky u mužů. Dokonce navrhl "národní normu v oblékání", aby se tito excesy eliminovaly.[11]
- Výzdobu, jako například Ikonostasy v pravoslavných kostelích, chtěl rozšířit. Argumentoval rolí církve v zemi a také možností "mluvit za všechny lidi, bohaté i chudé".[12]
- Chtěl prověřit a poté potrestat některé zločiny bolševismu.[13][14]
- Jednoznačně se stavěl proti homosexualitě a pedofilii.[15]
- V době ruské intervence v Sýrii, kterou označil za „svatou válku“ proti extremismu, (2015) žehnal bombám padajícím na pozice „extremistů“ v Sýrii.[2][16] Za to byl kritizován mluvčím samozvaného Islámského státu.[17]

### Publikační činnost (výběr)
Je autorem novely Mašo a medvědi.